# Roman Gulczyński
Roman Gulczyński (ur. 22 stycznia 1983 w Będzinie, zm. 17 stycznia 2021 w Chatce pod Śnieżnikiem) – polski siatkarz, grający na pozycji atakującego. Trzykrotny mistrz Polski w kategorii juniorów. 
Swoją karierę rozpoczynał w Płomieniu Sosnowiec, z którego został wypożyczony do Górnika Jaworzno. Później grał w AZS-ie Częstochowie. W sezonie 2002/2003 bronił barw Górnika Radlin, po czym przeniósł się do Gwardii Wrocław. W sezonie 2007/2008 występował w GTPS Gorzów Wielkopolski. W latach 2009-2012 był zawodnikiem Cuprum Mundo Lubin, pomógł drużynie awansować do I ligi.
Podczas górskiego wyjazdu w Śnieżnickim Parku Krajobrazowym w Chatce pod Śnieżnikiem były siatkarz odszedł we śnie w jednym z górskich ośrodków. Zgon nastąpił w wyniku zatrzymania krążenia i oddechu. Miał dwoje dzieci.

## Sukcesy klubowe

### młodzieżowe
Mistrzostwa Polski kadetów:
- 2000
- 1998

Mistrzostwa Polski juniorów:
- 2001, 2002
- 2000

### seniorskie
I liga:
- 2005, 2012